# El Argoub

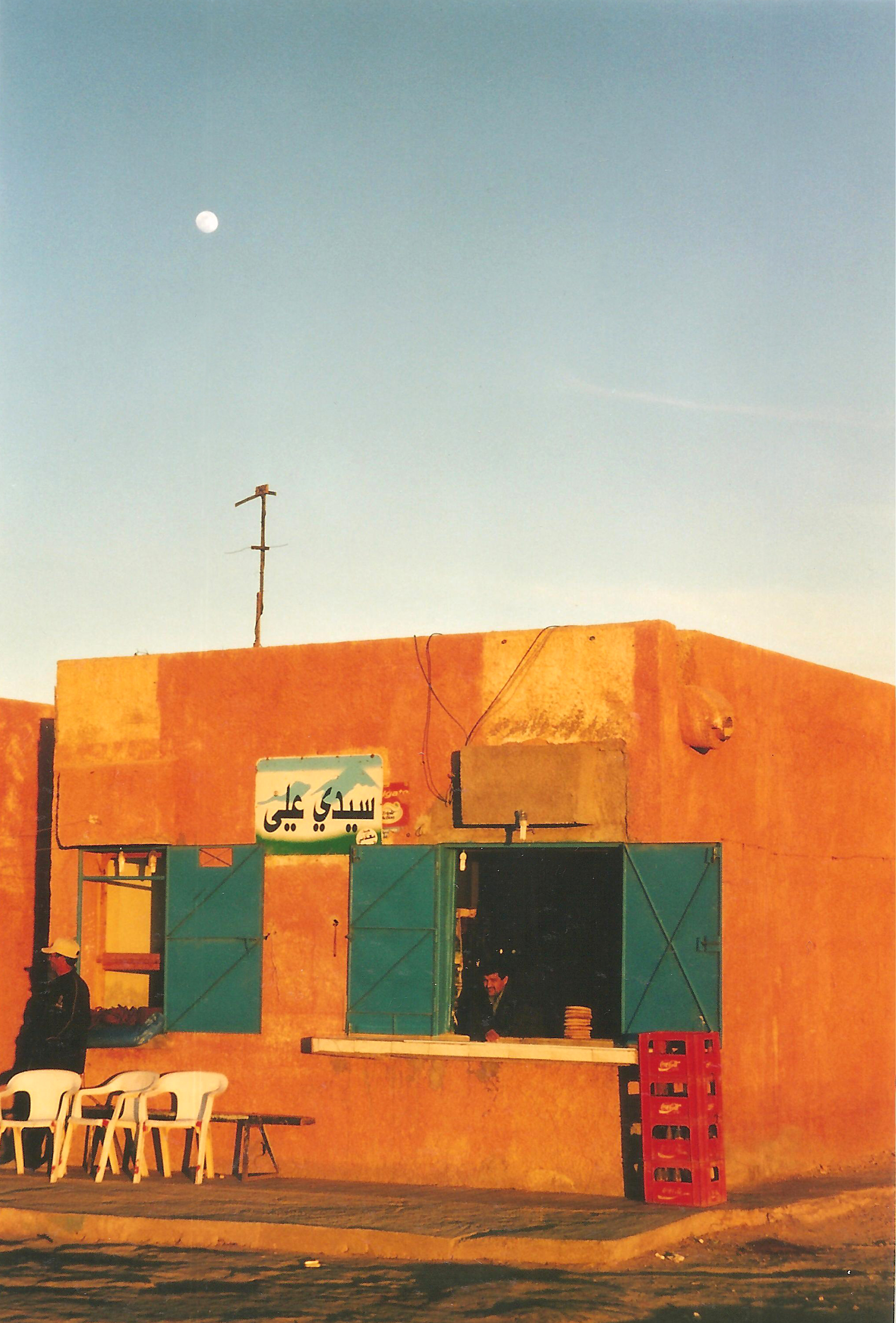
Laden in El Argoub

El Argoub (arabisch العركوب) ist ein Ort in der Westsahara an der die Atlantikküste entlangführenden Fernstraße südlich von Ad-Dakhla.
Die Einwohnerzahl nach den Resultaten der Volkszählung von 2004 beträgt 5345. 